# رکس اینگرام (هنرپیشه)
رکس اینگرام (انگلیسی: Rex Ingram؛ ۲۰ اکتبر ۱۸۹۵ – ۱۹ سپتامبر ۱۹۶۹) یک هنرپیشه اهل ایالات متحده آمریکا بود.

## گزیده فیلمشناسی
از فیلم‌ها یا برنامه‌های تلویزیونی که وی در آن نقش داشته‌است می‌توان به آثار زیر اشاره کرد.
- تارزان فرزند گوریل‌ها (۱۹۱۸)
- سالومه (۱۹۱۸)
- ده فرمان (۱۹۲۳)
- شاهنشاه (۱۹۲۷)
- امپراتور جونز (۱۹۳۳)
- ماجراهای هاکلبری فین (۱۹۳۹)
- صحرا (۱۹۴۳)
- ماجرا (۱۹۴۵)
- جنگل پنهان تارزان (۱۹۵۵)
- یک وجب خاک خدا (۱۹۵۸)
- المر گنتری (۱۹۶۰)
- بشتاب غروب (۱۹۶۷)
- دود اسلحه (۱۹۶۹)